# Spring Creek (Nevada)
Spring Creek è un census-designated place (CDP) degli Stati Uniti, situato nella Contea di Elko nello stato del Nevada. Nel censimento del 2000 la popolazione era di 10.548 abitanti. Appartiene all'area micropolitana di Elko.

## Geografia fisica
Secondo i rilevamenti dell'United States Census Bureau, la località di Spring Creek si estende su una superficie di 152,0 km², dei quali 151,9 km² sono occupati da terre, mentre 0,1 km² sono occupati da acque.

## Popolazione
Secondo il censimento del 2000, a Spring Creek vivevano 10.548 persone, ed erano presenti 2.889 gruppi familiari. La densità di popolazione era di 69,4 ab./km². Nel territorio comunale si trovavano 3.660 unità edificate. Per quanto riguarda la composizione etnica degli abitanti, il 93,06% era bianco, lo 0,21% era afroamericano, l'1,57% era nativo, lo 0,32% era asiatico e lo 0,17% proveniva dall'Oceano Pacifico. Il 2,28% della popolazione apparteneva ad altre razze e il 2,39% a più di una. La popolazione di ogni razza ispanica corrispondeva al 6,54% degli abitanti.
Per quanto riguarda la suddivisione della popolazione in fasce d'età, il 35,1% era al di sotto dei 18, il 6,0% fra i 18 e i 24, il 33,5% fra i 25 e i 44, il 22,1% fra i 45 e i 64, mentre infine il 3,2% era al di sopra dei 65 anni di età. L'età media della popolazione era di 32 anni. Per ogni 100 donne residenti vivevano 105,0 maschi.